# World Atlas of Language Structures
Pour WALS, voir Aéroport Temindung.
Le World Atlas of Language Structures (WALS ; littéralement « Atlas mondial des structures de langues ») est une base de données de propriétés structurales (phonologiques, syntaxiques et lexicales) des langues. Publié initialement par Oxford University Press sous forme d'un livre (accompagné d'un CD-ROM) en 2005, sa seconde édition paraît sur Internet en avril 2008, où sa maintenance est assurée par le département de linguistique de l'Institut Max-Planck d'anthropologie évolutionniste ; ses éditeurs sont Martin Haspelmath, Matthew S. Dryer (en), David Gil et Bernard Comrie. Une troisième édition est mise en ligne en 2011.
L'atlas reprend les informations géographiques provenant de Glottolog et donne des informations concernant la parenté linguistique et la typologie d'un grand nombre de langues ; ses données sont publiées sous une licence Creative Commons « Attribution 4.0 International » (CC BY 4.0).